# Presse écrite en république démocratique du Congo
 (février 2020).
La presse écrite en république démocratique du Congo (RDC) est majoritairement francophone, le français étant la langue officielle du pays. Malgré leurs ambitions nationales, il est difficile pour ces publications d'atteindre une couverture pour tout le pays, tant pour des raisons de récolte de l'information que de diffusion, ceux-ci étant encore largement tributaires des moyens de communications défaillants. Beaucoup de ces journaux sont en fait liés à une ville ou une région, essentiellement Kinshasa. Plusieurs quotidiens sont publiés, dont une majorité est de tendance pro-gouvernementale. Certains journaux sont publiés de manière irrégulière.

## Histoire de la presse congolaise
Au Congo-Kinshasa, l'indépendance et le pluralisme de la presse existaient vraiment pendant la colonisation. Jusqu'à l'arrivée de président Mobutu au pouvoir, c'est à la fin de son règne que la presse congolaise avait connu des difficultés. C'est en 1990 que la presse écrite avait pris un nouveau vent, ce qui s'était manifesté par l'augmentation du nombre de journaux. Mais seulement une dizaine de journaux connaissait une publication régulière, sur un total de 230 titres. À cause de la pression politique, la presse écrite a rencontré des problèmes de survie. La presse était de facto réservée seulement à une minorité de la population, en autre les communautés européennes, les Congolais évolués pendant la colonisation et enfin les intellectuels après l'indépendance en 1960. La radio et l'oralité étaient les seuls moyens pour l'information pour la plupart des Congolais en grande partie analphabètes, posant toutefois le problème de la langue, obstacle du fait que le français était plus utilisé que les langues locales[pas clair].

## Liberté de la presse
En 2009, le classement mondial sur la liberté de la presse établi chaque année par Reporters sans frontières (RSF) situe la RDC au 146e rang sur 175 pays. Une « situation difficile » y a été observée.
Plusieurs organisations observent la liberté de la presse en république démocratique du Congo :
- Union nationale de la presse congolaise (UNPC)
- Journaliste en Danger
- Réseau des Communicateurs de l'Environnement

## Le « coupage »
Le journalisme en république démocratique du Congo reste de plus extrêmement tributaire de la pratique du « coupage », à savoir le paiement des journalistes pour l'écriture des articles par ceux dont ils sont l'objet,. L'indépendance de la presse congolaise reste ainsi relative. Les corollaires de ce phénomène :
- il s'agit de la principale rémunération de certains articles de la presse écrite congolaise permettant difficilement de vivre de sa plume,
- il convient généralement de payer la diffusion des reportages à la radio et à la télévision, tant pour des articles, reportages partisans que pour des articles d'information générale neutre,
- il y a un manque de subvention des organes de presse ou médias congolais
- il y a une mauvaise rémunération des professionnels des médias par les patrons des différents organes de presse

## Bi-hebdomadaires
| Nom                | Exemplaires |   |
| ------------------ | ----------- | - |
| La Cité africaine  | 1 000       | — |
| Ouragan            | 5 000       |   |
| Le climat Tempéré  | 1 200       | — |
| Le Révélateur      | 1 000       |   |
| Salongo            | 1 000       | — |
| Journal Congopress | 1 000       |   |
| Magazine Le Temps  | 1000        |   |

## Hebdomadaires
| Nom                         | Exemplaires   |   |
| --------------------------- | ------------- | - |
| L'Alerte                    | ?             | — |
| Business et Finances        | 2000          |   |
| Le Congolais                | -             |   |
| La Conscience               | ?             |   |
| La Voix du paysan Congolais | 3000          |   |
| L’Éveil                     | ?             | — |
| La Flamme du Congo          | ?             | — |
| La Libre Afrique            | ?             | — |
| Le Grognon                  | < 1000 (2018) | — |
| Kin Telegraph               | ?             |   |
| Mukuba                      | ?             |   |
| Le Peuple                   | ?             | — |
| Umoja                       | ?             | — |